# Gamal Hamza
Gamal Hamza (arabisch جمال حمزة, DMG Ǧamāl Ḥamza; * 5. Dezember 1981 in Kairo, Ägypten) ist ein ehemaliger ägyptischer Fußballspieler.

## Karriere
Hamza stammt aus der Jugend des Zamalek SC, für den er bis 2009 auch als Aktiver spielte und in 145 Spielen 46 Tore erzielte. Des Weiteren nahm er an der U-20-Weltmeisterschaft 2001 in Argentinien teil und war von 2001 bis 2007 auch ägyptischer A-Nationalspieler. Dabei erzielte er sechs Treffer in 16 Spielen.
Zur Saison 2009/10 wechselte Hamza zum 1. FSV Mainz 05 in die Fußball-Bundesliga. Sein Vertrag wurde jedoch schon im Oktober 2009 und nach nur einem Einsatz im DFB-Pokal aufgelöst. Er spielte dann von Dezember 2009 bis Juni 2010 für den ägyptischen Verein El Gouna FC. Danach wechselte er zum ägyptischen Spitzenklub Al-Ahly Kairo, mit dem er seinen Vertrag aber schon nach wenigen Wochen und ohne einen einzigen Einsatz auflöste, um wieder zu El Gouna FC zurückzukehren. Im Januar 2012 wurde Hamza an den Ligakonkurrenten Masr El Makasa verliehen, für den er am 24. Oktober 2011 im Spiel gegen Beni Suef Telefonat debütierte, als er in der Schlussphase der Partie eingewechselt wurde. Im Februar 2013 schloss er sich dem Al-Sinaa SC in Bagdad im Irak an, im August desselben Jahres dem georgischen FC Baia Sugdidi. Er kehrte 2014 nach Ägypten zurück und spielte noch kurzzeitig für den Haras El-Hodood SC in Alexandria.

## Erfolge
Quelle
- Ägyptischer Meister: 2003, 2004
- Ägyptischer Fußballpokal: 2008
- CAF Champions League: 2002
- CAF Super Cup: 2003